# MC Saïda
El MC Saïda (en árabe: مولودية سعيدة‎) es un equipo de fútbol de Argelia que juega en la Primera División de Argelia, la segunda categoría de fútbol en el país.

## Historia
Fue fundado el 31 de mayo de 1947 en la ciudad de Saïda y han militado en varias temporadas en el Campeonato Nacional de Argelia, aunque su principal logro ha sido ganar la Copa de Argelia en el año 1965 y títulos de la segunda división. En diciembre de 2021, Sofiane Loukar, capitán del Mouloudia Club de Saïda, murió durante un partido por el campeonato de la Ligue 2 contra ASM Oran. El jugador Sofiane Loukar murió tras un colapso con el portero contrario.

## Palmarés
- Copa de Argelia: 1

1965
- Primera División de Argelia: 2

1973/74, 2009/10

## Jugadores

### Jugadores destacados
- Cheikh Hamidi
- Abdelkrim Kerroum
- Mohamed Seguer
- Abdou Rahman Dampha